# Kerkhof van Esplechin
Het Kerkhof van Esplechin is een gemeentelijke begraafplaats in het Belgische dorp Esplechin, een deelgemeente van Doornik (Henegouwen). Het kerkhof ligt in het dorpscentrum rond de Église Saint-Martin. Het kerkhof wordt omgeven door metalen draadwerk en een lage bakstenen muur met zuilen waartussen betonnen siertegels zijn aangebracht. 

## Britse oorlogsgraven
Op het kerkhof liggen twee perken met Britse militaire graven uit de Eerste Wereldoorlog. Het eerste perk, links van de toegang, bevat 24 slachtoffers (onder vier grafzerken liggen twee doden) en het tweede perk in de noordoostelijke hoek bevat 4 slachtoffers. Zij sneuvelden gedurende het geallieerde eindoffensief eind oktober, begin november 1918. Hun graven worden onderhouden door de Commonwealth War Graves Commission en staan er geregistreerd onder Esplechin Churchyard.

### Onderscheiden militairen
- William Morgan, soldaat bij de The King's (Liverpool Regiment) werd onderscheiden met de rang van officier in de Orde van het Britse Rijk (OBE).
- G.E. Swift, korporaal bij het South Lancashire Regiment werd onderscheiden met de Distinguished Conduct Medal (DCM).
- F. Fitzpatrick, korporaal bij de Lancashire Fusiliers werd tweemaal onderscheiden met de Military Medal (MM and Bar).
- onderluitenant Alexander Ramsay en sergeant James Chadwick, beiden van de Lancashire Fusiliers en F.Mck. Manson, korporaal bij het The Loyal North Lancashire Regiment werden onderscheiden met de Military Medal (MM).